# Chris Redd
Christopher Jerell Redd, född 25 mars 1985 i St. Louis i Missouri, är en amerikansk komiker, skådespelare och manusförfattare. Han var en del av ensemblen i sketchprogrammet Saturday Night Live mellan 2017 och 2022.
Redd föddes i St. Louis, Missouri men växte upp i Naperville i Illinois. Som ung provade han på en karriär som rappare men efter att ha tagit kurser i improvisationsteater och komedi gick han med i improvisationsgruppen Second City i Chicago och började turnera med dem. Redd medverkade i den fiktiva dokumentärfilmen Popstar: Never Stop Never Stopping 2016 innan han anställdes av Saturday Night Live 2017. År 2018 vann han en Emmy Award som medförfattare till den humoristiska sången och musikvideon "Come Back Barack" som framfördes i Saturday Night Live. Mellan 2021 och 2022 medverkade Redd i humorserien Kenan tillsammans med sin kollega Kenan Thompson.